# Phaeophlebosia trifurcata
Phaeophlebosia trifurcata là một loài bướm đêm thuộc phân họ Arctiinae, họ Erebidae.